# Tá Rindo Por Quê?
Tá Rindo Por Quê? é uma escola de samba carnaval de Niterói.
Em 2016, foi a décima e última colocada do terceiro grupo, por isso, desfilará na avaliação em 2017.
Em 2024, a agremiação foi a primeira colocada do Grupo C do carnaval Niteroiense, conquistando assim, sua vaga no Grupo B para o Carnaval 2025.

## Carnavais
| Ano  | Colocação | Grupo     | Enredo                                                  | Ref   |
| ---- | --------- | --------- | ------------------------------------------------------- | ----- |
| 2017 |           | Avaliação |                                                         |       |
| 2024 | 1º lugar  | C         | "Princesa Bantu, Escrava ou Santa? Anastácia do Brasil" | [ 1 ] |